# Мигел Дијаз Канел
Мигел Марио Дијаз Канел Бермудес (шп. Miguel Mario Díaz-Canel Bermúdez; Пласетас, 20. април 1960) актуелни је председник Кубе и први секретар Комунистичке партије Кубе. На место председника је дошао након што га је Раул Кастро предложио за наследника. Кубански парламент га је 19. априла 2018. изабрао за председника.

## Биографија
Рођен 20. априла 1960 године у Пласетасу. 
Студирао је електротехнику и дипломирао је 1982 на централном универзитету „Марта Абреу“, те године је отишао на одслужење војног рока које је трајало до 1985 године.
Војни рок му је укључивао боравак у противваздушној ракетној јединици, као и распоред у одред који је обезбеђивао Раула и Фидела Кастра.
Године 1987, још у средњим двадесетим годинама, именован је за везу Комунистичке партије са Никарагвом под социјалистичком управом, кључном савезницом Кубе.
Са 33 године постао је други секретар комунистичке партије Кубе.
Први секретар Комунистичке партије у провинцији Виља Клара постао је 1994. године.
Његов успон је дошао током кубанског „посебног периода“, времена екстремних економских тешкоћа изазваних повлачењем финансијске и материјалне подршке из Совјетског Савеза као резултат његовог распада 1991.
Године 1997. Диаз-Канел се придружио 14-чланом Политбироу, који је функционисао као виши саветник Фидела Кастра, био је најмлађи члан тог тела у његовој историји. Његов мандат покрајинског партијског секретара завршио се 2003.
Раул Кастро га је 2009. именовао за министра високог образовања, што је остало у портфељу Диаз-Канела до марта 2012, када је постао један од осам потпредседника Савета министара, са одговорности за образовање, науку, културу и спорт.
Следеће године именован је у Државни савет и изабран је за његовог потпредседника у фебруару 2013, поставши прва особа рођена после Кубанске револуције која је обављала ту функцију.

## Председник

### промена устава
По доласку на власт убрзо мења устав који је био још од 1976 године на снази.
23. децембра 2018 Посланици кубанског парламента једногласно су усвојили измењени нацрт новог устава којим је задржан једностраначки систем, али је уважено друштвено и економско отварање земље након пада Совјетског Савеза. Нацрт новог устава има 229 чланова и он ће заменити досадашњи који је још из ере Хладног рата
Наводи се да ће Комунистичка партија Кубе задржати позицију водеће снаге у земљи, а држава доминантну улогу у привреди.
Нови устав ипак легитимизује приватно власништво над компанијама, које је доживело успон у протеклих 10 година, а признаје се и важност страних улагања и отварају се врата истополним браковима. Устав је потврђен на референдуму, за њега је гласало 87% гласача.